# Air Force Global Strike Command
Air Force Global Strike Command, förkortat AFGSC, är ett av det amerikanska flygvapnets huvudkommandon.
I operativt hänseende står AFGSC under U.S. Strategic Command.

## Bakgrund
AFGSC bildades som ett svar på den misskötsel av flygvapnets del av USA:s kärnvapentriad som uppenbarats genom oberoende undersökningar, och som i juni 2008 nådde sin kulmen då försvarsminister Robert Gates entledigade både flygvapenminister Michael Wynne och flygvapenstabschefen T. Michael Moseley.
Den 24 oktober 2008 meddelade flygvapenminister Michael Donley och flygvapenstabschefen Norton Schwartz att ett nytt huvudkommando, Air Force Global Strike Command, skulle inrättas i flygvapnet och i augusti 2009 aktiverades AFGSC i en uppstartsfas. Man övertog ansvaret för robotstridskrafterna från Air Force Space Command den 1 december 2009 och det strategiska bombflyget från Air Combat Command den 1 februari 2010.
Sammanlagt fem flygvapenbaser hör till AFGSC och dess underlydande förband: Barksdale Air Force Base i Louisiana (där också högkvarteret är beläget), Minot Air Force Base i North Dakota, Whiteman Air Force Base i Missouri, Francis E. Warren Air Force Base i Wyoming, och Malmstrom Air Force Base i Montana.

## Förband
| Twentieth Air Force (20 AF) - Francis E. Warren Air Force Base, Wyoming - 90th Missile Wing - Francis E. Warren Air Force Base, Wyoming - 91st Missile Wing - Minot Air Force Base, North Dakota - 341st Missile Wing - Malmstrom Air Force Base, Montana - 625th Strategic Operations Squadron - Offutt Air Force Base, Nebraska | Eighth Air Force (8 AF) - Barksdale Air Force Base, Louisiana - 2nd Bomb Wing – (B-52H) – Barksdale Air Force Base, Louisiana - 5th Bomb Wing – (B-52H) – Minot Air Force Base, North Dakota - 7th Bomb Wing – (B-1B) – Dyess Air Force Base, Texas - 28th Bomb Wing – (B-1B) – Ellsworth Air Force Base, South Dakota - 509th Bomb Wing – (B-2A) – Whiteman Air Force Base, Missouri |